# Elecciones generales de Cuba de 1901
Las primeras elecciones generales se celebraron en Cuba el 31 de diciembre de 1901. Tomás Estrada Palma ganó las elecciones presidenciales (convirtiéndose en el primer presidente de la Cuba independiente), mientras que el Partido Nacional Cubano se convirtió en el partido más grande en la Cámara de Representantes, ganando 27 de los 63 escaños. La participación electoral fue del 63.5%.

## Resultados

### Presidente
| Candidato              | Partido                 | Votos   | %     |
| ---------------------- | ----------------------- | ------- | ----- |
| Tomás Estrada Palma    | Candidato independiente | 158,116 | 74.20 |
| Bartolomé Masó Márquez | Partido Nacional Cubano | 55,000  | 25.80 |
| Votos nulos/en blanco  | Votos nulos/en blanco   |         | -     |
| Total                  | Total                   | 213,116 | 100   |
| Fuente: Nohlen         |                         |         |       |

### Senado
| Partido                          | Votos | % | Escaños |
| -------------------------------- | ----- | - | ------- |
| Partido Nacional Cubano          |       |   | 11      |
| Partido Republicano de La Habana |       |   | 10      |
| Independientes                   |       |   | 3       |
| Votos nulos/en blanco            |       | - | -       |
| Total                            |       |   | 24      |
| Fuente: Nohlen                   |       |   |         |

### Cámara de Representantes
| Partido                          | Votos | % | Escaños |
| -------------------------------- | ----- | - | ------- |
| Partido Nacional Cubano          |       |   | 27      |
| Partido Republicano de La Habana |       |   | 18      |
| Partido Republicano Federal      |       |   | 13      |
| Otros                            |       |   | 1       |
| Independientes                   |       |   | 4       |
| Votos nulos/en blanco            |       | - | -       |
| Total                            |       |   | 63      |
| Fuente: Nohlen                   |       |   |         |